# Marmaris Belediyespor
Marmaris Belediyespor is een sportclub opgericht in 1931 te Marmaris, een district van de provincie Muğla, Turkije. De clubkleuren zijn zwart en wit. De thuisbasis van de club is het Marmaris Şehirstadion. Marmaris Belediyespor is naast een voetbalvereniging ook een basketbal-, volleybal-, zwem-, zeil-, tennis- en schaakvereniging.
Marmaris Belediyespor heeft nooit in de Süper Lig gevoetbald en geen grote resultaten weten te boeken in de Turkse Beker.